# Stormyrtjärnen (Los socken, Hälsingland)
Stormyrtjärnen är en sjö i Ljusdals kommun i Hälsingland och ingår i Ljusnans huvudavrinningsområde.